# コスタリカの鉄道
コスタリカの鉄道では、コスタリカにおける鉄道について述べる。
コスタリカの鉄道路線はIncofer（Instituto Costarricense de Ferrocarriles、コスタリカ鉄道公団に所有されており、軌間1,067mmの狭軌鉄道である。Incoferは、2006年の時点で、首都サンホセから同じサンホセ州のサンペドロにあるラティーナ大学までの東方4キロメートル区間、及び同じくサンホセ州のパバスまでの西方6キロメートル区間で郊外通勤列車を運行し、サンホセから太平洋岸に面したカルデラ港までの西方91キロメートル区間で貨物列車を運行している。民間企業のアメリカン・トラベルは、週末にサンホセ・カルデラ間の観光客向け列車（ティコ・トレイン・ツアー）を企画・運行している。

## 歴史

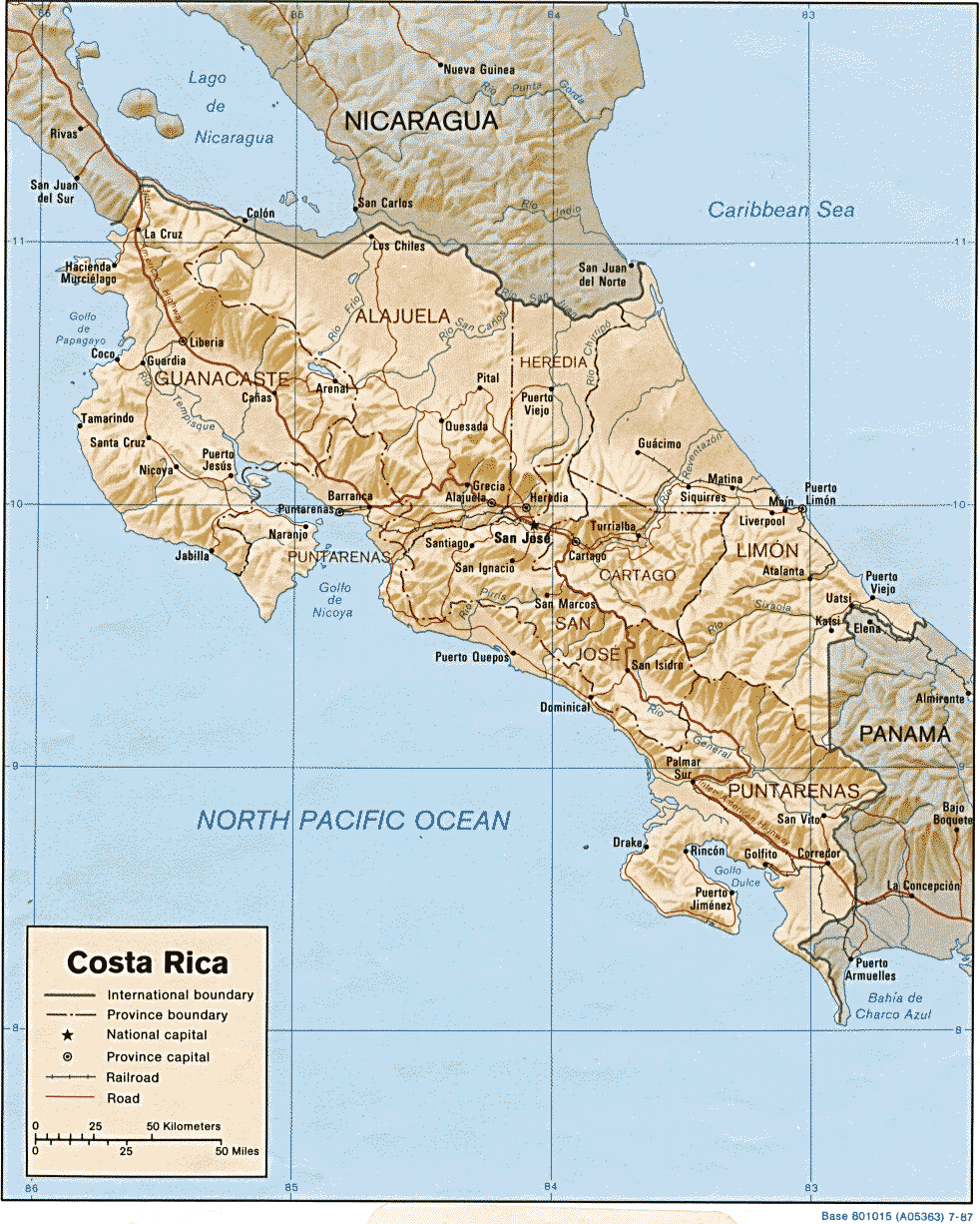
1987年のコスタリカの地図。鉄道路線が描かれている。

最初の鉄道は、太平洋岸の港町プンタレナスに建設された馬車鉄道の5キロメートル区間であった。その後、1860年代に２度の鉄道建設が計画されたが、実現には至らなかった。
トマス・グアルディア・グティエレス将軍政権下の1871年に、サンホセの北西19キロメートルに位置するアラフエラから、サンホセを経由し、カリブ海岸のプエルト・リモンまでを結ぶ鉄道建設の契約が締結された。1873年初め頃にアラフエラからサンホセまでの区間で敷設工事が完了し、その後サンホセの東25キロメートルに位置するカルタゴまで工事が続けられた。鉄道建設に必要な資材と機材は、太平洋岸のプンタレナスからアラフエラまでカレータ（19世紀から20世紀前半にかけ、運搬・開拓に用いられたコスタリカの伝統的な牛車）で持ち込まれた。資金不足と困難な自然地形、特にスーシオ川周辺、のためにカルタゴ以降の区間の完成は遅れ、1890年12月7日になってプエルト・リモンまでの全区間が開通した。
太平洋側へ向かう鉄道の建設契約は1897年に締結された。鉄道事業は、資金、自然、政治的な困難に再び直面することになる。1910年7月23日、太平洋側の鉄道が公式に開通し、最初の機関車Maria Cecilia（マリア・セシリア）が、サンホセに向けて乗客と貨物と共にプンタレナスを出発した。
ブリタニカ百科事典第11版のコスタリカの項目によると、プンタレナスからプエルト・リモンまでを結ぶ太平洋横断鉄道の建設は1871年に開始され、最終的にコスタリカ国内の肥沃な地域を結び、ニカラグアとパナマの鉄道に接続する鉄道網の中核として形成された。大西洋岸の鉄道は、マティーナの小さな港から、レベンタソーン川を渡り、二手に分かれて北部山脈を横断するまでの範囲をカバーしていた。一方の分岐はイラス火山の北側を迂回し、もう一方の分岐はオチョモゴ峠を越えていた。サンホセでこれらの分岐は合流し、アラフエラを経由して、太平洋岸にあるティビベスの小さな港やプンタレナスへと続いていた。鉄道路線は、部分的に国家とCosta Rica railway company（コスタリカ鉄道会社）によって所有されており、1904年時点で、いくつもの支線が大西洋沿岸にあるバナナ農園へ向かって建設されていた。
1926年に路線を電化する決定が下され、1930年4月8日、サンホセからプンタレナスまでの区間を最初の電車が運行された。
鉄道網は1991年の地震によって損害を被り、1995年に運行が停止された。2000年以降、Incoferは鉄道輸送の再建に向けて動き出している。

## 現在の状況
2006年時点で、コスタリカには次の区間で鉄道路線が運行されている。パナマとニカラグアとは接続していない。
- ティコ・トレイン・ツアー、サンホセ - カルデラ （91キロメートル。Incoferの路線を使用し、民間企業のアメリカン・トラベルが観光客向け列車ティコ・トレイン・ツアーが運行）
- 通勤列車、サンホセ - サンペドロ （4キロメートル。サンペドロ市内にあるラティーナ大学までの路線。Incoferによる運行）
- 通勤列車、サンホセ - パバス （6キロメートル。ティコ・トレイン・ツアーと同じ路線を使用。Incoferによる運行）
- 貨物列車、サンホセ - カルデラ (ティコ・トレイン・ツアーと同じ路線を使用。Incoferによる運行）

## スイス鉄道
グアナカステ州のティララン郡、ヌエバ・アレナルにあるホテル、ロス・エーロエス（Hotel Los Héroes）で運行されている。スイスのシェゾーから移民してきた農場主によって、政府に無許可で建設された軌間600mmの野外鉄道で、コスタリカ人のホテル経営者が1999年にこれを購入し、旅行客のアトラクションとして2000年に運行を開始した。2004年時点で、海抜差200メートル、2つのトンネルをもつ3.5キロメートルの区間があった。

## 隣接国との鉄道接続状況
- ニカラグア - 接続なし
- パナマ - 接続なし